# 謝貫一
謝貫一（1902年—1967年），原名国瑛，字贯一，生於清帝國湖南省新化縣，中華民國政治人物，中國國民黨籍。曾任基隆市長。

## 生平
1923年，毕业于长沙雅礼学校。后留学美国密歇根大学，获硕士学位。1928年回国，任中央政治学校及内政部警官高等学校教授。1931年，任汉口市政府秘书。1936年，任國民政府軍事委員會委员长重庆行营第二厅少将组长。1943年，任贵州省第六区行政督察专员兼保安司令。中国抗日战争胜利后，任行政院善后救济总署广西分署副署长。1946年任國民政府軍事委員會委员长西昌行营第二处中将处长、行政院善后救济总署安徽分署副署长。
1949年去台湾，同年6月謝貫一出任官派基隆市市长。
1950年，謝貫一參選第一屆基隆市市長選舉，擊敗陳炳煌、林番王當選市長，為二戰後台灣實行地方自治以來基隆市首位民選市長；之後於1954年和1957年兩度連任，前後共三屆、任期達九年。
1954年第二屆基隆市市長選舉中，謝貫一為單獨參選。1957年第三屆基隆市市長選舉中，面臨黨外運動的儲寶恆挑戰，最終謝貫一以3萬8千多票勝過儲寶恆的1萬多票連任成功。
1960年任中国国民党中央设计考核委员会委员。1963年任行政院国际经济合作发展委员会顾问。1965年负责筹备高雄加工出口区，次年任经济部高雄加工出口区管理处首任处长。
1967年，謝貫一在赴美考察途中，病逝于美國。謝貫一臨終時仍不忘基隆，因此他的家屬將他的骨灰運回基隆存放於安樂區山上的十方大覺寺。